# Pierre Renouvin
Pour les articles homonymes, voir Renouvin.
Pierre Renouvin, né le 9 janvier 1893 (Paris 15e) et mort le 8 décembre 1974 (Paris 5e), est un historien français, spécialiste de l'histoire des relations internationales. Il a été président de la Fondation nationale des sciences politiques de 1945 à 1959.

## Biographie

### Jeunesse et études
Pierre Eugène Georges Renouvin est né à Paris (15e) en 1893. Il est le frère aîné de Jacques Renouvin (1905-1944), héros de la Résistance.
Il fait ses études secondaires au lycée Louis-le-Grand avant d'entreprendre une licence de droit. Déviant sur des études d'histoire, il est reçu à l'agrégation d'histoire et géographie en 1912. Alphonse Aulard, célèbre historien de la Révolution française, dirige son diplôme d'études supérieures.

### Grande guerre
La Grande Guerre est une rupture pour lui. Mobilisé au printemps 1915 dans l'infanterie d'abord comme simple soldat, il est blessé une première fois en mars 1916 et subit une ablation du pouce. Refusant un poste à l'arrière, il participe ensuite à l'offensive Nivelle du 16 avril 1917. Grièvement blessé, il perd son bras gauche et est réformé. Il termine la guerre avec la Croix de Guerre et la Légion d'honneur. À la suite de cette expérience, il prépare une thèse sur les assemblées provinciales, tout en enseignant au lycée d'Orléans. Mais ses projets sont changés, quand le ministre de l’Instruction publique André Honnorat, lui demande de mener une vaste enquête sur les origines de la guerre.
La demande du gouvernement n’était pas neutre. On est en pleine querelle des réparations et l’Allemagne cherche à démontrer qu'elle n'est pas la seule responsable de la guerre. Le gouvernement donne des fonds pour que Pierre Renouvin démontre la responsabilité allemande, mais ce dernier se montre très indépendant du pouvoir dans son travail.

### Parcours universitaire
Renouvin se spécialise alors dans l'étude de la Première Guerre mondiale. Durant la guerre, deux industriels, Henri Leblanc et Louise Charlier, avaient accumulé un nombre important de brochures, d'images et de documents sur différents pays. C'est avec ce fonds que naît la bibliothèque de documentation internationale contemporaine à Vincennes, où Pierre Renouvin est nommé conservateur en 1920 pour réaliser son étude.
Pierre Renouvin est nommé professeur d'histoire des relations internationales à la Sorbonne dont il deviendra le doyen de 1955 à 1958. Il est également recruté au sein de l'École libre des sciences politiques, où il donne le cours de relations internationales de 1938 à 1960. Participant activement à la vie de l'établissement, il participe, pendant la Seconde Guerre mondiale, à la réforme des cursus de l'établissement avec Roger Seydoux, le directeur, ainsi que Jacques Chapsal, qui lui succède à la tête de l'établissement à la Libération. Renouvin est élu en 1959 président de la Fondation nationale des sciences politiques. Il conserve cette fonction jusqu'en 1971.
Il est membre de l'Académie des sciences morales et politiques à partir de 1946.
Sa personnalité et son travail ont une grande influence sur plusieurs générations d'historiens français, notamment sur Jean-Baptiste Duroselle et Nicolas Offenstadt mais aussi sur les historiens étrangers. Ainsi, l'un de ses plus célèbres étudiants et disciples fut l'historien grec Dimitri Kitsikis, en l'honneur de qui l'État grec créa la Fondation publique « Dimitri Kitsikis ».

## Apports
En menant l'enquête sur les origines de la Première Guerre, il constate que les archives diplomatiques sont insuffisantes. Il constate « qu'au-delà des actions des diplomates, il faut chercher dans les forces sous-jacentes ».
Il consacre ensuite ses recherches à la compréhension des grands événements internationaux. Il est à ce titre un précurseur de l'histoire des relations internationales, par opposition à l'histoire diplomatique traditionnelle. Influencé par l'École des Annales, il privilégie l'analyse des « forces profondes » des événements.
Après la Seconde Guerre mondiale, sur laquelle il a pris un ensemble considérable de notes à partir de ses recherches et de son vécu et qui a profondément transformé sa conception des moteurs historiques, la collection Hachette lui demande une histoire des relations internationales depuis le Moyen Âge. Il en écrit les deux derniers tomes. L'introduction de cette collection est importante, il y souligne l'horizon trop restreint des sources diplomatiques et la nécessité de rechercher dans la somme des archives, notamment à l'aide de la lecture de toute la presse, y compris la presse ennemie et l'audition de toutes les émissions radiophoniques disponibles, les « forces profondes » à l'oeuvre pour comprendre les enchaînements d'événements. Il fait la connaissance de son disciple qui lui succédera, Jean-Baptiste Duroselle, et avec lequel il écrit plusieurs ouvrages dont l'Introduction à l'histoire des relations internationales. Ce livre comporte deux parties, "Les forces profondes" de Pierre Renouvin et "L’homme d’État" de Jean Baptiste Duroselle.
Pierre Renouvin énumère plusieurs forces profondes, notamment les forces économiques, géographiques, démographiques ou encore les sentiments nationaux. Renouvin retient du marxisme l'importance de l'économie ; mais il montre que si l'économie peut diviser, elle peut aussi rassembler. Il démontre que le déclenchement de la Première Guerre mondiale ne peut pas s'expliquer par une cause unique, et qu'il existe différents types de nationalisme.

## Publications
- Les origines immédiates de la guerre, Costes, 1925[8]
- La Crise européenne et la Première Guerre mondiale, Paris, Presses universitaires de France, coll. « Peuples et civilisations » (n° XIX), 1962, 4e éd. (1re éd. 1934), 779 p.[9].
- Histoire des relations internationales, 4 tomes, Hachette, rééd. 1994 (1954)[10]
- Introduction à l'histoire des relations internationales, en collaboration avec Jean-Baptiste Duroselle, Armand Colin, rééd. 1991 (1964), 536 p.[11]
- La question d'extrême-orient, 1840-1940, Librairie Hachette, 1946, 435 p., ASIN: B00178EUIM[12],[13]
- L'Armistice de Rethondes, 11 novembre 1918, Gallimard, coll. « Trente Journées qui ont fait la France », rééd. 2006, 555 p.
- La Première Guerre mondiale, Paris, Presses universitaires de France, coll. « Que sais-je ? » (no 236), rééd. 1998, 127 p.
- Léon Blum, chef de gouvernement, 1936-1937, en collaboration avec René Rémond, Presses de la Fondation nationale des sciences politiques, 1967, rééd., coll. « Références », 1981

## Distinctions

### Décorations
- Grand-croix de la Légion d'honneur
- Grand officier de l'ordre national du Mérite
- Commandeur de l'ordre des Palmes académiques
- Croix de guerre 1914–1918

### Récompenses
Il est également membre de nombreuses académies étrangères (Académie royale de Belgique, British Academy, Academia nacional de la Historia en Argentine) et docteur honoris causa des Universités de Cambridge, Liège, Padoue, Rome.